# Хартфорд Уэйлерс
«Ха́ртфорд Уэ́йлерс» (англ. Hartford Whalers) — профессиональный хоккейный клуб, выступавший в Национальной хоккейной лиге (1979—1997) и Всемирной хоккейной ассоциации (1972—1979, под названием «Нью-Инглэнд Уэйлерс»). 

## История
Бо́льшую часть своей истории клуб базировался в Хартфорде, штат Коннектикут и выступал на арене «Hartford Civic Center». В первые годы существования также играл в Бостоне (стадионы «Бостон-арена» и «Бостон-гарден»), Уэст-Спрингфилде («Big E Coliseum») и Спрингфилде («Springfield Civic Center»). 

### ВХА
В своём первом сезоне в ВХА, 1972/73, команда была сильнейшей как в регулярном первенстве, так и в плей-офф. В последующие два сезона была в числе сильнейших в регулярном первенстве, но в плей-офф уступала в первом раунде. В сезоне 1977/78 «Уэйлерс» уступили в таблице регулярного первенства лишь клубу «Виннипег Джетс» и ему же проиграли в финале плей-офф.

### НХЛ
Выступая в НХЛ, клуб не добивался значительных успехов. Лучший результат в регулярном первенстве — победа в дивизионе Адамса в сезоне 1986/87. В плей-офф клуб обычно либо не выходил, либо вылетал в первом раунде, лишь в сезоне 1985/86 «Уэйлерс» уступили во втором раунде плей-офф. В 1990-х гг. клуб регулярно не попадал в плей-офф, терпел убытки и вынужден был продавать хороших игроков.
И после сезона 1996/1997 клуб переехал в Роли, штат Северная Каролина и сменил название на «Каролина Харрикейнз».

## ЧленыЗала хоккейной славы
- Дейв Кеон, Ц, 1976—1982
- Горди Хоу, ПК, 1977—1980
- Марк Хоу, З, 1979—1982
- Бобби Халл, ЛК, 1980
- Рон Фрэнсис, Ц, 1981—1991
- Пол Коффи, З, 1996
- Брендан Шэнахэн, ПК/ЛК, 1995–1996
- Крис Пронгер, З, 1993–1995

## Интересные факты
- В сезоне 2018/19 «Каролина Харрикейнз» объявила, что хоккеисты наденут форму «Уэйлерс» на две игры сезона против «Бостон Брюинз», 23 декабря 2018 года в Роли и 5 марта 2019 года в Бостоне[1]. Данное объявление, как правило, рассматривалось как позитивное признание корней франшизы «Харрикейнз», хотя некоторые в Хартфорде сочли этот шаг оскорблением[2].